# La Tête froide
La Tête froide és una pel·lícula francesa dirigida per Stéphane Marchetti, estrenada el 2023. Es va presentar com a estrena mundial al Festival de Cinema Francòfon d'Angulema l’agost de 2023.

## Argument
Maria és una dona separada de 45 anys que viu a un camping dels Alps. Treballa a un bar de Briançon i ven clandestinament cigarretes passades de contraban des d’Itàlia per guanyar-se un sobresou. El seu amant, Alex, un policia de duanes, ho sap però fa la vista grossa. Un dia coneix un jove refugiat anomenat Souleymane, qui la barreja en el tràfic clandestí de persones.

## Repartiment
- Florence Loiret Caille : Marie
- Saabo Balde : Souleymane
- Jonathan Couzinié : Alex
- Aurélia Petit : la responsable du centre d'accueil
- Marie Narbonne : Chloé
- Philippe Frécon : M. Bento
- Souleymane Touré

## Rodatge
El rodatge va començar el gener de 2023 a Provença-Alps-Costa Blava, per al Briançonès, el Col de Montgenèvre i la vila de Sant Martin de Cairiera, després, al febrer, a Alvèrnia-Roine-Alps, a Lió per als districtes de la Croix-Rousse i Petit Salon al 7è districte de Lió. També va tenir lloc a Albigny-sur-Saône, a Décines-Charpieu al parc Olympique lyonnais i a Villeurbanne.

## Premis
- Festival de Cinema de Sarlat 2023 : Premi a la millor actriu per Florence Loiret Caille, ex æquo amb Jasmine Trinca per La Nouvelle Femme de Léa Todorov[4]

## Seleccions
- Festival del Cinema Francòfon d'Angulema 2023 : secció « Premiers rendez-vous »[1]
- Festival de Cinema de Sarlat 2023 : selecció oficial[5]